# Почта инков
По́чта и́нков — применяемые в империи Инков способы передачи почтовых отправлений от одного пункта к другому. В Тауантинсуйу не существовало специальной гражданской почты. Государственная служба передачи сообщений, называемая также «службой часки», была полностью подчинена Инке. Предположительно она была введена Пачакути.

## Часки
Курьеры, которые занимались доставкой почты, делились в зависимости от выполняемых ими обязанностей на чуро-часки и атун-часки. Первые занимались обыкновенными передачами посылок и сообщений, вторые — служили Инке и выполняли его поручения, а потому были вынуждены работать на пределе сил.
Поскольку быстрого средства передвижения в виде животной силы инки не имели, курьеры были вынуждены бежать без остановки определённую дистанцию. На стратегических дорогах через каждые 2—5 километров стояли посты (чуклы), на которых находились два часки. Так, передвигаясь с большой скоростью и передавая эстафету из рук в руки, часки могли очень оперативно доставить любое донесение или посылку от пункта до пункта. Сама информация о том, кто является адресантом, также передаётся через курьеров. Чаще всего передаваемая информация была представлена кипу — узелковым письмом.
Часки — это одна из сложнейших профессий инков. Требования к ним были огромны, а их образ жизни скромен, так как неумеренность в еде или активная половая жизнь могли плохо сказаться на работе. Отбор бегунов производился ещё в детстве, когда мальчиков обучали выносливости. В возрасте 20 лет они уже работали на службе, но часто не доживали до преклонного возраста, поскольку либо умирали от изнеможения, либо жестоко наказывались за нерасторопность (удары палками по голове, лишение ног). На здоровье сказывалось также то, что работать приходилось в любое время суток и в любую погоду.

## Почтовые линии
Основная стратегическая дорога, которую обслуживали часки, вела из Кито к Куско и далее до Чили. По этой дороге были расставлены посты, на которых стояли перенимающие эстафету бегуны. Путь по главной дороге Инки — из Кито в Куско или наоборот — составлял 2—2,5 тысячи километров по скалистой местности с крутым наклоном. Таким образом, скорость пробега составляла около полутысячи километров в сутки (всё расстояние преодолевалось за пять дней).
В экстренных случаях — войны, бедствий, восстаний — использовалась сигнальная система. В свете дня это был дым, ночью — огонь. Цвет огня говорил о том, что именно произошло. Так, при помощи этой системы Инка мог получить важную информацию за несколько часов.

### Статьи
- Купрієнко C. А. Система державного управління господарством в імперії інків (укр.) // Дні науки історичного факультету-2011: Матеріали [IV] Міжнародної наукової конференції молодих учених, присвяченої 20-річчю Незалежності України. Вип. {IV:} у 6 част. : сборник. — Киев, 2011. — Вип. IV. — С. 33—34.
- Купрієнко С. А. Функціонування системи постоялих дворів, складів і сховищ в Імперії інків (укр.) // Вісник Академії праці і соціальних відносин Федерації профспілок України: Науковий збірник : журнал. — Киев, 2011. — Вип. 3 (59). — С. 110—115.
- Куприенко C. А., Ракуц Н. В. Система государственного накопления и распределения продукции в империи инков // Ойкумена. Регионоведческие исследования : журнал. — 2013. — Вып. 2. — С. 87—94. — ISSN 1998-6785.
- Lessmann R. Peru — Anden und Inka-Wege. In: Ders.: Die kleinen Menschen, die große Lasten tragen. — Wien, 2008. — ISBN 978-3-85476-263-8.